# Nacksta kyrka
Nacksta kyrka är en katolsk kyrka tillhörande Sankt Olofs katolska församling, belägen vid Midälvavägen i stadsdelen Nacksta i Sundsvall.

## Historik
Kyrkobyggnaden, som ursprungligen tillkom inom Svenska kyrkan, ritades av arkitekt Peter Celsing och invigdes andra söndagen i advent, den 7 december 1969. Byggnaden kom att bli Celsings sista ritade kyrka. Den avviker från tidigare byggnader av densamme. Nacksta kyrka, som består av en unison byggnad, formad likt en båt och oval i planen, har en sluten fasad i blåmålad puts. Kyrksalen tar upp den största delen av byggnaden och i källarplanet är församlingshemmet inrymt. Interiören är ljus och har fönsterinsläpp i band. Planens symmetri bryts av orgelläktarens fria placering, liksom altartavlan "De tre vise männen" av Vera Nilsson som är något förskjuten.
År 2007 såldes Nacksta kyrka av Svenska kyrkan till Sankt Olofs katolska församling i Sundsvall för 3,9 miljoner kronor.
En viss renovering har därefter utförts. Värmesystemet har ändrats till fjärrvärme. Koret har anpassats till den romersk-katolska liturgin. Kyrksalen har målats om.